# Кушево
Кушево или Кушово (на гръцки: Κοκκινιά, Кокиния, до 1927 година Κούσοβον, Кусовон) е село в Егейска Македония, Гърция, дем Кукуш (Килкис) на административна област Централна Македония. Кушево има население от 111 души (2001).

## География
Селото е разположено на около 15 километра североизточно от град Кукуш (Килкис) и на около 30 километра североизточно от Коркутово (Терпилос) в планината Карадаг (Мавровуни).

## История
На около 700 m вдясно от пътя Кушево – Междурек (Мелисургио) е разкрито антично селище, обявено в 1996 година за защитен паметник. Открити са повърхностна керамика и плочки от римско време.

### В Османската империя
През XIX век Кушево е село в казата Аврет Хисар (Кукуш) на Османската империя. Църквата „Свети Георги“ е от XIX век. В „Етнография на вилаетите Адрианопол, Монастир и Салоника“, издадена в Константинопол в 1878 година и отразяваща статистиката на населението от 1873 година, Кушьово (Couchiovo) е посочено като селище в Аврет Хисарската каза с 82 домакинства с 45 жители мюсюлмани и 340 жители българи. Според статистиката на Васил Кънчов („Македония. Етнография и статистика“) в 1900 година Кушево (Миландже) има 240 жители българи християни, 200 турци и 60 цигани.
Цялото население на селото е под върховенството на Българската екзархия. По данни на секретаря на екзархията Димитър Мишев („La Macédoine et sa Population Chrétienne“) в 1905 година в Кушово (Kouchovo) има 280 българи екзархисти.
При избухването на Балканската война в 1912 година 4 души от Кушево са доброволци в Македоно-одринското опълчение.

### В Гърция
След Междусъюзническата война селото попада в Гърция. Населението му се изселва в България и на негово място са настанени гърци бежанци. В 1927 година името на селото е променено на Кокиния. В 1928 година селото е изцяло бежанско с 65 семейства и 249 жители бежанци.
| Име       | Име        | Ново име   | Ново име     | Описание                                             |
| --------- | ---------- | ---------- | ------------ | ---------------------------------------------------- |
| Курт      | Κούρτ      | Ликорема   | Λυκόρεμα     | река на Ю от Кушево                                  |
| Мус Дерек | Μούς Δερέκ | Гурунорема | Γουρουνόρεμα | река на СИ от Кушево, десен приток на Шейтан         |
| Шейтан    | Σεϊτάν     | Дяволорема | Διαβολόρεμα  | река на З от Кушево, десен приток на Кушевската река |
| Арарат    | Αραράτ     | Псилома    | Ψήλωμα       | възвишение на З от Кушево                            |

## Личности
Родени в Кушево
- Атанас Г. Кушували, български възрожденски общественик
- Гоце Наков (1889 – ?), македоно-одрински опълченец, 4 рота на 3 солунска дружина, 15 щипска дружина[11]
- Дельо Танчев (Деля Танчов, 1879 – ?), македоно-одрински опълченец, Кукушката чета, 4 рота на 15 щипска дружина[12]
- Илия Николов (Ильо Николов, 1881/1882 – ?), македоно-одрински опълченец, Кукушката чета, 4 рота на 15 щипска дружина[13]
- Насо Курт Наков (1892 – ?), македоно-одрински опълченец, Кукушката чета, 1 рота на 15 щипска дружина[14]

Свързани с Кушево
- Димитър Кушевалиев (1866 – ?), български военен и революционер, по произход от Кушево
- Костас Гавриилидис (1897 – 1952), гръцки политик, заселен в Кушево